# Sfizef
Sfizef är en ort i Algeriet.   Den ligger i provinsen Sidi Bel Abbès, i den norra delen av landet, 300 km sydväst om huvudstaden Alger. Sfizef ligger 551 meter över havet och antalet invånare är 31 081.
Terrängen runt Sfizef är huvudsakligen kuperad, men åt sydväst är den platt. Runt Sfizef är det ganska tätbefolkat, med 100 invånare per kvadratkilometer. Sfizef är det största samhället i trakten. Trakten runt Sfizef består till största delen av jordbruksmark.